# 孔崇弼
孔崇弼一作孔昌弼，字佐化，五代十国官员，孔子第四十一代孫，唐朝宰相孔纬的儿子，在唐朝登进士第。
《旧五代史》记载他没有其他才能，能谈笑，戏玩人物，扬眉抵掌，取悦于人。在后唐自吏部郎中授给事中，族兄孔昭序由给事中改为左常侍，兄弟同居门下，荣耀当时。后晋天福年间官至左散骑常侍。曾奉使吴越国，在海中船坏，空手而归。《孔子世家谱》记载他有四子孔藂、孔荃、孔葆、孔麟，依附广州节度使徐彦若，为孔氏岭南派始祖。